# Englisberg
Englisberg est un village du canton de Berne, en Suisse.
Le 1er janvier 2004, le village s'est groupé avec celui de Zimmerwald pour former la commune de Wald.

Photo aérienne par Walter Mittelholzer (1925)

## Histoire
La seigneurie d'Englisberg fait partie de la juridiction de Seftigen jusqu'en 1798.

## Personnalité liée à la commune
Le village est le lieu de naissance du hockeyeur Mark Streit qui évolue dans la Ligue nationale de hockey pour les Flyers de Philadelphie (1er hockeyeur suisse à être désigné capitaine d'une équipe de NHL).